# Lingua bonan
La Lingua Bonan (p⁼aoˈnaŋ, Baonang) (Cinese 保安语 Bǎo'ān, Tibetano Dorké) è una lingua della Famiglia linguistica delle Lingue mongoliche, parlata dal popolo dei Bonan, una delle 56 minoranze riconosciute in Cina. Secondo Ethnologue.com, la lingua è ancora parlata da circa 6000 persone, su una popolazione etnica di 24.500 stanziati nelle provincie di Gansu e Qinghai e nella prefettura autonoma di Ningsia Hui.
Ci sono diversi dialetti, che sono stati influenzati in maniera diversa, ma spesso pesantemente, dal tibetano e dal cinese, mentre il bilinguismo col Wutun (Lingua creola cinese-tibetano-mongola) è piuttosto comune. Il dialetto più comune è il Tongren. Non ci sono sistemi di scrittura.

## Fonologia
La fonologia del Bonan è stata influenzata pesantemente dal Tibetano.  
I possibili gruppi consonantici iniziali sono: [mp, nt, nt͡ɕ, ntʂ, ŋk, tʰχ, χt͡ɕ, rt͡ɕ, lt͡ɕ, ft, fk, ʂp, ʂk].

## Morfologia
Il Bonan, come molte altre Lingue mongoliche, è agglutinante.
Ci sono cinque casi grammaticali per i sostantivi: Nominativo, Accusativo-Genitivo, Dativo-Locativo, Ablativo-Comparativo e Strumentale.